# Anougal
Anougal  (in arabo انوكال‎?) è un centro abitato e comune rurale del Marocco situato nella provincia di Al Haouz, regione di Marrakech-Safi. Conta una popolazione di 4 353 abitanti (censimento 2014).